# Stilobezzia hirta
Stilobezzia hirta är en tvåvingeart som beskrevs av Art Borkent 1997. Stilobezzia hirta ingår i släktet Stilobezzia och familjen svidknott. Inga underarter finns listade i Catalogue of Life.